# サッカーイギリス女子代表
サッカーイギリス女子代表（-じょしだいひょう）は、イギリス本土4協会（イングランドサッカー協会(FA)、スコットランドサッカー協会(SFA)、北アイルランドサッカー協会(IFA)、ウェールズサッカー協会(FAW)）で組織される女子サッカーのイギリス統一代表チームである。
サッカーイギリス女子代表のフル代表は、ロンドンオリンピック（2012年）において初めて結成される（ユニバーシアードにおいてはこの限りではない。後述）。

## 概要
国際サッカー連盟 (FIFA) においては、イギリスはイギリス本土の4協会（イングランドサッカー協会(FA)、スコットランドサッカー協会(SFA)、北アイルランドサッカー協会(IFA)、ウェールズサッカー協会(FAW)）及びイギリス海外領土6協会（モントセラトサッカー協会、イギリス領ヴァージン諸島サッカー協会、ケイマン諸島サッカー協会、タークス・カイコス諸島サッカー協会、バミューダ諸島サッカー協会、アンギラサッカー協会）の各代表がそれぞれ認可され、FIFA女子ワールドカップ本大会および各大陸予選やUEFA欧州女子選手権等の各大陸女子選手権本大会および予選、その他の国際女子大会に参加している。そのため、FIFA主催の国際女子大会には通常「イギリス女子代表」が出場することはない。
一方国際オリンピック委員会(IOC)は、イギリス本土においてはイギリスオリンピック委員会(BOA)のみを認可しており、オリンピックのサッカー競技においては、イギリス本土4協会がそれぞれで出場することは出来ない。なお、IOCはイギリス海外領土の内、バミューダ諸島、イギリス領ヴァージン諸島、ケイマン諸島の3地域については単独の国内オリンピック委員会を認可している。
ユニバーシアードについては男子同様「イギリス女子代表」を結成しており、2009年ベオグラード大会では銅メダルを、2015年光州大会では金メダルを獲得している。。

### オリンピック各大会における状況
2020年までの時点において、オリンピック女子サッカーのUEFA管内（ヨーロッパ）からの出場チームは、前年のFIFA女子ワールドカップの成績により決定されている。2024年については変更されている（後述）。
2008年北京オリンピック
2008年北京オリンピックのヨーロッパ予選を兼ねる2007 FIFA女子ワールドカップを前にFIFAは、イングランドはオリンピックに出場できず、オリンピック出場国決定におけるチーム数には数えられないと発表した。FIFAは、イギリスのオリンピック出場はイギリスの4サッカー協会が合意しなければならないとしており、イングランド以外の3協会は反対していた。
2012年ロンドンオリンピック
自国開催となる2012年ロンドンオリンピック（女子は年齢制限のないA代表、男子はU-23）では紆余曲折の末、イギリスオリンピック委員会とフットボール・アソシエーション（イングランドサッカー協会）の合意により、イギリス内の4協会による統一チームが結成されることとなった（オリンピックのサッカー競技・グレートブリテン代表も参照）。なお最終的に、ロンドン五輪に出場する本登録の選手18名は、イングランドから16名、スコットランドから2名選ばれ、北アイルランドとウェールズからは選ばれなかった。なお、男子はイングランドから13名、ウェールズから5名選ばれ、スコットランドと北アイルランドからは選ばれなかった。ロンドンオリンピックは、イギリス女子代表は五輪初出場(1996年アトランタ五輪から女子サッカーが五輪正式競技)で、イギリス男子代表は12回目の出場(中身はイングランド代表単独で、名前はイギリス代表で過去出場)となる。
2016年リオデジャネイロオリンピック
イングランドサッカー協会(FA)は2015年3月に、2016年リオデジャネイロオリンピック（男子はU-23、女子はフル代表）でのイギリス本土4協会統一チーム再結成をイギリス本土3協会に打診したが、FA以外の3協会に拒否された為、同年3月30日に断念したことを3協会に伝えた。
2020年東京オリンピック
2016年リオデジャネイロオリンピックではイギリス女子代表の編成は見送られることとなった（上述）ものの、2015 FIFA女子ワールドカップにおけるイングランド女子代表の活躍を受け、イギリスオリンピック委員会チーフのBill Sweeneyは、2020年東京オリンピックにおいてイギリス女子代表を編成したい意向を示していた。またFAから他の3協会への働きかけも引き続き行われた。
FIFAは2019 FIFA女子ワールドカップに関連して、2020年東京オリンピックにおいてイギリスが女子代表を編成する可能性があり、ワールドカップにおけるイングランドの成績によって出場できるかを決定すると発表した。なお2019 FIFA女子ワールドカップにはスコットランドも出場するが、上記の記述によればその成績は考慮されないものと思われる。
イギリス女子代表を編成することについてウェールズサッカー協会CEOのJonathan Fordは、ウェールズ代表が「イギリス代表」と政治的に一緒になるわけではない、また女子については競技の機会が得られるという利点もある、と述べた。
なお男子についてはこれまで同様、UEFA U-21欧州選手権2019の結果に基づくオリンピック出場権の決定においてイングランドの成績は考慮しないものとされており、イギリスは出場しない。
女子ワールドカップにおいて、6月27日にイングランドがヨーロッパのノルウェーを破ってベスト4に進出し、6月28日にヨーロッパ外のアメリカ合衆国がヨーロッパのフランスを破ってベスト4に進出した。このためイングランドがヨーロッパのチームの上位3チーム以内に入ることが確定、イギリスがオリンピックに出場することとなった。
2024年パリオリンピック
イギリスオリンピック委員会は2024年オリンピックについて、それまでオリンピックのヨーロッパ予選がFIFA女子ワールドカップが兼ねていたものがUEFA女子ネーションズリーグに変更になること、またイギリス代表の出場権はUEFA女子ネーションズリーグのイングランドの成績によって決定されることを発表した。2023年12月5日、ネーションズリーグ2023-24・リーグA1のグループステージにてイングランドは得失点差でオランダに敗れ2位となり、決勝ラウンド進出とオリンピックの出場権を逃した。

## 成績

### オリンピック
| 開催国 / 年 | 成績     | 試       | 勝       | 分       | 敗       | 得       | 失       | 差       |
| ----------- | -------- | -------- | -------- | -------- | -------- | -------- | -------- | -------- |
| 1996        | 不参加   | 不参加   | 不参加   | 不参加   | 不参加   | 不参加   | 不参加   | 不参加   |
| 2000        | 不参加   | 不参加   | 不参加   | 不参加   | 不参加   | 不参加   | 不参加   | 不参加   |
| 2004        | 不参加   | 不参加   | 不参加   | 不参加   | 不参加   | 不参加   | 不参加   | 不参加   |
| 2008        | 不参加   | 不参加   | 不参加   | 不参加   | 不参加   | 不参加   | 不参加   | 不参加   |
| 2012        | ベスト8  | 4        | 3        | 0        | 1        | 5        | 2        | +3       |
| 2016        | 不参加   | 不参加   | 不参加   | 不参加   | 不参加   | 不参加   | 不参加   | 不参加   |
| 2021        | ベスト8  | 4        | 2        | 1        | 1        | 7        | 5        | +2       |
| 2024        | 予選敗退 | 予選敗退 | 予選敗退 | 予選敗退 | 予選敗退 | 予選敗退 | 予選敗退 | 予選敗退 |
| 合計        | 出場2回  | 8        | 5        | 1        | 2        | 12       | 7        | +5       |

*赤枠は自国開催

## 関連
- サッカーイングランド女子代表
- サッカースコットランド女子代表
- サッカー北アイルランド女子代表
- サッカーウェールズ女子代表